# Михайлов Микола Миколайович
Мико́ла Микола́йович Миха́йлов (1903 — †16 червня 1936, Ташкент) — український бандурист, диригент.

## Біографічні відомості
Закінчив 1929 Київський музично-драматичний інститут імені Миколи Лисенка. З 1934 р керівник Київської капели бандуристів. Мистецький керівник об'єднаної Київської Капели бандуристів з 1935—1936 рр. Автор багатьох обробок народних пісень. Підготував та диригував капелою на записах, які були зроблені в 1935 р. Помер від ангіни під час гастролей Київської Капели по Закавказзю у Ташкенті 16 червня 1936 р.